# سكوت بورتون
سكوت بورتون (بالإنجليزية: Scott Burton)‏ هو فنان أمريكي، ولد في 23 يونيو 1939 في غرينسبورو في الولايات المتحدة، وتوفي في 29 ديسمبر 1989 في نيويورك في الولايات المتحدة.